# Elecciones municipales de 2019 en Málaga
Las elecciones municipales de 2019 se celebraron en Málaga el domingo 26 de mayo, de acuerdo con el Real Decreto de convocatoria de elecciones locales en España dispuesto el 1 de abril de 2019 y publicado en el Boletín Oficial del Estado el 2 de abril. Se eligieron los 31 concejales del pleno del Ayuntamiento de Málaga, a través de un sistema proporcional (método d'Hondt), con listas cerradas y un umbral electoral del 5 %.

## Candidaturas
En abril de 2019 fueron proclamadas 19 candidaturas.

## Resultados
Los resultados completos correspondientes al escrutinio definitivo se detallan a continuación:
| Candidatura                                            | Candidatura                                                   | Votos   | %                               | Escaños                         |
| ------------------------------------------------------ | ------------------------------------------------------------- | ------- | ------------------------------- | ------------------------------- |
|                                                        | Partido Popular (PP)                                          | 94 711  | 39,75                           | 14                              |
|                                                        | Partido Socialista Obrero Español de Andalucía (PSOE-A)       | 77 509  | 32,53                           | 12                              |
|                                                        | Adelante Málaga: Izquierda Unida Andalucía-Podemos (Adelante) | 25 201  | 10,58                           | 3                               |
|                                                        | Ciudadanos-Partido de la Ciudadanía (Cs)                      | 18 555  | 7,79                            | 2                               |
| Vox (Vox)                                              | Vox (Vox)                                                     | 10 400  | 4,36                            | 0                               |
| Málaga Ahora (MálagaAhora)                             | Málaga Ahora (MálagaAhora)                                    | 4398    | 1,85                            | 0                               |
| Partido Animalista Contra el Maltrato Animal (PACMA)   | Partido Animalista Contra el Maltrato Animal (PACMA)          | 3197    | 1,34                            | 0                               |
| Ganemos Málaga Ecologistas Sí Se Puede (Ganemos)       | Ganemos Málaga Ecologistas Sí Se Puede (Ganemos)              | 656     | 0,28                            | 0                               |
| Podemos cambiar Málaga (AND-Ágora)                     | Podemos cambiar Málaga (AND-Ágora)                            | 641     | 0,27                            | 0                               |
| Libres (Libres)                                        | Libres (Libres)                                               | 577     | 0,23                            | 0                               |
| Partido Comunista del Pueblo Andaluz (PCPA)            | Partido Comunista del Pueblo Andaluz (PCPA)                   | 245     | 0,10                            | 0                               |
| Partido Libertario (P-Lib)                             | Partido Libertario (P-Lib)                                    | 196     | 0,08                            | 0                               |
| Partido Comunista de los Trabajadores de España (PCTE) | Partido Comunista de los Trabajadores de España (PCTE)        | 185     | 0,08                            | 0                               |
| Solidaridad y Autogestión Internacionalista (SAIn)     | Solidaridad y Autogestión Internacionalista (SAIn)            | 141     | 0,06                            | 0                               |
| Falange Española de las JONS (FE de las JONS)          | Falange Española de las JONS (FE de las JONS)                 | 90      | 0,04                            | 0                               |
| Votos en blanco                                        | Votos en blanco                                               | 6945    | 0,43                            | n/a                             |
| Votos válidos                                          | Votos válidos                                                 | 238 292 | 100,00                          | 31                              |
| Votos nulos                                            | Votos nulos                                                   | 1462    | Participación: \| \| 55,46 % \| | Participación: \| \| 55,46 % \| |
| Votantes                                               | Votantes                                                      | 239 824 | Participación: \| \| 55,46 % \| | Participación: \| \| 55,46 % \| |
| Electores                                              | Electores                                                     | 432 411 | Participación: \| \| 55,46 % \| | Participación: \| \| 55,46 % \| |
|                                                        | 55,46 %                                                       |         |                                 |                                 |

## Concejales electos
| N.º | Nombre                              | Lista | Lista    |
| --- | ----------------------------------- | ----- | -------- |
| 1   | Francisco Manuel de la Torre Prados |       | PP       |
| 2   | Daniel Pérez Morales                |       | PSOE     |
| 3   | Susana Carillo Aparicio             |       | PP       |
| 4   | María Begoña Medina Sánchez         |       | PSOE     |
| 5   | María Teresa Porras Teruel          |       | PP       |
| 6   | Mariano Ruiz Araújo                 |       | PSOE     |
| 7   | Eduardo Zorrilla Díaz               |       | Adelante |
| 8   | Carlos María Conde O'Donnell        |       | PP       |
| 9   | Rosa del Mar Rodríguez Vela         |       | PSOE     |
| 10  | Elisa Pérez de Siles Calvo          |       | PP       |
| 11  | Juan Cassá Lombardía                |       | Cs       |
| 12  | María Rosa Sánchez Jiménez          |       | PP       |
| 13  | Salvador Trujillo Calderón          |       | PSOE     |
| 14  | Francisco Javier Pomares Fuertes    |       | PP       |
| 15  | María del Carmen Martín Ortiz       |       | PSOE     |
| 16  | Francisca Macías Luque              |       | Adelante |
| 17  | Raúl López Maldonado                |       | PP       |
| 18  | Pablo Orellana Smith                |       | PSOE     |
| 19  | Gemma del Corral Parra              |       | PP       |
| 20  | Alicia Murillo López                |       | PSOE     |
| 21  | Avelino de Barrionuevo Gener        |       | PP       |
| 22  | Noelia Losada Moreno                |       | Cs       |
| 23  | Jacobo Florido Gómez                |       | PP       |
| 24  | Jorge Miguel Quero Mesa             |       | PSOE     |
| 25  | Nicolás Eduardo Sguiglia            |       | Adelante |
| 26  | José del Río Escobar                |       | PP       |
| 27  | Carmen Sánchez Aranda               |       | PSOE     |
| 28  | Ruth Susana Sarabia García          |       | PP       |
| 29  | Rubén Viruel del Castillo           |       | PSOE     |
| 30  | Luis Verde Godoy                    |       | PP       |
| 31  | Lorena Doña Morales                 |       | PSOE     |